# Lill-Sundsjötjärnen
Lill-Sundsjötjärnen är en sjö i Sundsvalls kommun i Medelpad och ingår i Ljungans huvudavrinningsområde.